# Ленинградская армия народного ополчения
Ленинградская армия народного ополчения (ЛАНО) — оперативное войсковое объединение народного ополчения во время Великой Отечественной войны. Исходно была названа Ждановым Демократической армией по обороне Ленинграда. Сталину название не понравилось, и вскоре «демократическая армия» была переименована. Впоследствии этот начальный этап формирования «демократической армии» и само её название тщательно замалчивались советской цензурой.

## История
Управление армии сформировано 30 июня 1941 года как управление армии добровольцев Ленинграда, с 4 июля 1941 года переименовано в управление Ленинградской армии народного ополчения, что закреплено постановлением горкома ВКП(б) Ленинграда, а с 20 июля 1941 года штаб Ленинградской армии народного ополчения преобразован в орган руководства военным обучением трудящихся Ленинграда.
Военный совет, штаб и политотдел армии размещались на Исаакиевской площади в Мариинском дворце.
В составе действующей армии с 1 июля 1941 года по 20 августа 1941 года.
Только за 22 июня — 23 июня 1941 года на сборные пункты военкоматов Ленинграда явились около 100 000 человек, как подлежащих призыву по мобилизации, так и добровольцев. С целью организации процесса формирования ополченческих частей, их вооружения, обеспечения, обучения. 27 июня 1941 года на совещании секретарей райкомов были одобрены подготовленные рекомендации на формирование армии. В соответствии с этими рекомендациями было решено сформировать армию в количестве 200 000 человек, формируя в каждом районе Ленинграда 10-12-тысячную стрелковую дивизию, а также ряд частей специального назначения.
Уже на 2 июля 1941 года в части формирующейся армии зачислено 45 183 добровольцев, на 4 июля 1941 года число добровольцев достигло 77 413 человек, на 6 июля 1941 года — 96 776 человек.
По факту, набор добровольцев, их расквартирование и последующая работа с ними на тот момент проводились не военными комиссариатами, и вообще не военными властями, а партийными организациями, кандидат исторических наук Михаил Рабинович, в то время аспирант ЛГУ, так описывает происходившее:

Я записался куда-то — уже не помню точно, как назывался тот отряд, — и затем несколько суток провел в здании Академии художеств, где в комнатах первого этажа соорудили нары и создали что-то вроде временных казарм. Потом, как и многие другие преподаватели, вернулся на факультет, не став военным.
4 июля 1941 года было принято решение о формировании вместе с дивизиями четырнадцати пулемётно-артиллерийских батальонов.
10 июля 1941 года первое соединение армии — 1-я дивизия народного ополчения отбыла на фронт.
С 13 июля 1941 года начато формирование четырёх истребительных полков (по одному из добровольцев Куйбышевского и Дзержинского районов, ещё два из ранее сформированных истребительных батальонов и служащих НКВД), действия которых предполагались в тылах противника, с 14 июля 1941 года — ещё двух, из добровольцев Свердловского и Петроградского районов, затем ещё одного в Калининском районе. Всего было сформировано 10 полков, каждый из 10 отрядов по 100 человек; из сформированных полков семь указанных выше принимали участие в боевых действиях. С этого же дня началось формирование так называемого «второго эшелона ЛАНО», или резервной армии ополчения, в рамках которой было развернуто военное обучение всех мужчин в возрасте от 17 до 55 лет.
С 15 июля 1941 года требование о направлении добровольцев в Ленинградскую армию было разослано в районы Ленинградской области.
С 18 июля 1941 года в Армии начато формирование первых двух гвардейских ополченческих дивизий.
С 20 июля 1941 года принимает участие в формировании партизанских отрядов (по плану — 230 отрядов в Ленинграде и 70 — в области). Удалось сформировать 227 отрядов, общим числом в 9 000 человек. 67 отрядов общей численностью 2 886 человек были направлены в тыл противника, остальные обращены на формирование гвардейских ополченческих дивизий. Также параллельно шло формирование специальных истребительных батальонов для борьбы с десантами противника. Всего было отобрано для этой цели 19 000 ополченцев, из которых было сформировано 25 батальонов; также было сформировано 15 отрядов с общим количеством 2 100 человек по борьбе с диверсантами и ракетчиками.
20 августа 1941 года орган руководства военным обучением трудящихся Ленинграда переименован в Штаб обороны Ленинграда и решено сформировать по территориально-производственному принципу 150 отрядов народного ополчения (рабочих батальонов), численностью 600 человек каждый.
Всего к концу сентября 1941 года в Ленинграде было сформировано всего 10 дивизий народного ополчения, 14 пулемётно-артиллерийских батальонов, 7 истребительно-партизанских полков, несколько истребительных батальонов и других формирований, в общей сложности насчитывавших около 160 000 человек.
Всего же в народном ополчении за время войны (в том числе и за периодом существования Ленинградской армии народного ополчения), включая рабочие отрядах и батальоны численностью около 128 000 человек, и около 300 000 человек, задействованных в военизированных частях местной ПВО к лету 1942 года, насчитывалось около 590 000 человек.

## Командование

### Командующие армией
- генерал-майор А. И. Субботин

### Члены Военного совета армии
- заведующий орготделом горкома ВКП(б) Ленинграда Л. М. Антюфеев,
- бригадный комиссар Н. И. Жмакин

### Начальники штаба армии
- полковник С. И. Никитин.

## Боевой состав
В различное время в состав армии входили:

### Дивизии
- 1-я гвардейская Ленинградская стрелковая дивизия народного ополчения (Володарского района)
- 1-я Ленинградская стрелковая дивизия народного ополчения (Кировского района)
- 2-я гвардейская Ленинградская стрелковая дивизия народного ополчения (Свердловского района)
- 2-я Ленинградская стрелковая дивизия народного ополчения (Московского района)
- 3-я гвардейская Ленинградская стрелковая дивизия народного ополчения (Петроградского района)
- 3-я Ленинградская стрелковая дивизия народного ополчения (Фрунзенского района)
- 4-я гвардейская Ленинградская стрелковая дивизия народного ополчения (резервная)
- 4-я резервная Ленинградская стрелковая дивизия народного ополчения (резервная)
- 4-я Ленинградская стрелковая дивизия народного ополчения (Дзержинского района)
- 5-я Ленинградская стрелковая дивизия народного ополчения (Куйбышевского района)
- 6-я Ленинградская стрелковая дивизия народного ополчения (Октябрьского района)
- 7-я Ленинградская стрелковая дивизия народного ополчения

### Пулемётно-артиллерийские батальоны
Четырнадцать пулемётно-артиллерийских батальонов народного ополчения формировались за номерами с 5 по 18, позднее им были присвоены другие номера (см.)
- 264-й отдельный пулемётно-артиллерийский батальон (Октябрьский, бывший 5-й)
- 265-й отдельный пулемётно-артиллерийский батальон (Октябрьский, бывший 6-й)
- 266-й отдельный пулемётно-артиллерийский батальон (Куйбышевский, бывший 7-й)
- 267-й отдельный пулемётно-артиллерийский батальон (Куйбышевский, бывший 8-й)
- 268-й отдельный пулемётно-артиллерийский батальон (Красногвардейский, бывший 9-й)
- 269-й отдельный пулемётно-артиллерийский батальон (Красногвардейский, бывший 10-й)
- 270-й отдельный пулемётно-артиллерийский батальон (Смольнинский, бывший 11-й)
- 271-й отдельный пулемётно-артиллерийский батальон (Петроградский, бывший 12-й)
- 272-й отдельный пулемётно-артиллерийский батальон (Володарский, бывший 13-й)
- 273-й отдельный пулемётно-артиллерийский батальон (Володарский, бывший 14-й)
- 274-й отдельный пулемётно-артиллерийский батальон (Свердловский, бывший 15-й)
- 275-й отдельный пулемётно-артиллерийский батальон (Свердловский, бывший 16-й)
- 276-й отдельный пулемётно-артиллерийский батальон (Василеостровский, бывший 17-й)
- 277-й отдельный пулемётно-артиллерийский батальон (Василеостровский, бывший 18-й)

Также были сформированы:
- 278-й отдельный пулемётно-артиллерийский батальон (Выборгский, бывший 19-й) (неточно)
- Колпинский отдельный пулемётно-артиллерийский батальон
- Ижорский отдельный пулемётно-артиллерийский батальон

### Иные части
За счёт ополчения формировались и иные части.
- 10 истребительных полков
- Партизанские отряды, в частности:
  - Василеостровский район: 14
  - Володарский район: 17
  - Выборгский район: 18
  - Дзержинский район: 7
  - Кировский район: 15
  - Красногвардейский район: 18
  - Куйбышевский район: 15
  - Ленинский район: 14
  - Московский район: 17
  - Октябрьский район: 16
  - Приморский район: 10
  - Смольнинский район: 15
  - Фрунзенский район: 15
- Истребительные батальоны, формируемые за счёт НКВД, с включением в их состав немалого количества добровольцев, за номерами 1 — 28, 50 — 186, 200—227, 281.[8]
- 12-й отдельный танковый батальон 6-й дивизии армии народного ополчения